# Drei Stücke für Violine mit Klavierbegleitung
Drei Stücke für Violine mit Pianobegleitung is een verzameling werkjes van Christian Sinding. Dit keer schreef Sinding kamermuziek voor viool en piano. De stukjes werden door Wilhelm Hansen Edition samen uitgegeven, maar buitenlandse muziekuitgeverijen dachten daar anders over en brachten ze los uit.
De drie werkjes zijn:
1. Ständchen (allegretto)
2. Alte Weise (lento)
3. Abendlied